# The Machine Girl
The Machine Girl (片腕マシンガール?, Kataude mashin gāru) è un film del 2008, diretto da Noboru Iguchi. Ha generato un cortometraggio-spin-off, intitolato Shyness Machine Girl, diretto dallo stesso Noboru Iguchi e uscito in Giappone nel 2009.

## Trama
Ami è una giovane ragazza rimasta orfana dopo il suicidio dei suoi genitori. Vive con il fratello minore Yu, nei guai poiché deve dei soldi a un gruppo di ragazzi capeggiati dal figlio di un pericoloso yakuza affiliato al clan Hattori Hanzo. Yu chiede i soldi necessari ad Ami e si reca con l'amico Takeshi dai teppisti. Questi non si accontentano dei soldi racimolati e picchiano a sangue Yu e Takeshi, intimando loro di portarne molti di più la volta successiva. Il giorno seguente i due amici vengono inseguiti e nuovamente picchiati, quindi, dopo che hanno provato a ribellarsi, vengono gettati dall'alto di un edificio abbandonato e muoiono.
Ami, che aveva visto suo fratello fuggire, lo insegue preoccupata. Incappa però incidentalmente in un gruppo di uomini che vuole violentarla e lotta contro di loro, sconfiggendoli. Dopo la colluttazione Ami sente la voce di Yu che la chiama e la ragazza corre in direzione del fratello. Arrivata al palazzo dove i due ragazzi sono stati uccisi, scopre l'accaduto e, davanti al cadavere di Yu, giura vendetta e inizia a cercare i responsabili della morte dell'amato fratello.
Recatasi dai genitori di Takeshi, Ami viene cacciata in malo modo poiché la madre di Takeshi, Miki, crede alla versione della polizia, che ha catalogato la morte dei due ragazzi come suicidio e accusa Yu per la morte del figlio, tacciandola di fare parte di una famiglia che porta sventura. Ami si reca così da sola alla ricerca dei teppisti che hanno ucciso suo fratello, e inizia una sanguinosa vendetta che la porta a casa del leader del gruppo. Dopo una dura lotta, Ami viene fatta prigioniera e, durante le torture, le viene amputato un braccio. La ragazza riesce però a fuggire e si reca nuovamente dai genitori di Takeshi. Il padre la cura, mentre la madre, dopo un attimo di esitazione, si dice disponibile ad aiutarla.
Le due donne iniziano a conoscersi, comprendersi e sono entrambe intenzionate a massacrare il clan Hattori Hanzo. Il padre di Takeshi costruisce per Ami una mitragliatrice, che lei applica al posto del braccio amputato. Ami così si trasforma in una letale macchina per uccidere. Il padre di Takeshi viene però ucciso da un gruppo di ninja mandati dal clan Hattori Hanzo per eliminare i loro nemici. Ami e Miki riescono a sconfiggerli e si recano nuovamente al nascondiglio segreto delle loro prede. Lì ingaggiano una serie di durissime battaglie, anche contro i genitori dei ragazzi uccisi dalle due, ossia i ninja mandati per assassinarli.
Miki viene uccisa, mentre Ami riesce a uccidere lo yakuza ma perde la sua letale mitragliatrice, che viene sostituita da una motosega, con la quale Ami uccide finalmente il ragazzo responsabile della morte di Yu e la sua folle madre. Terminata la sanguinosa vendetta, Ami ha la visione di Yu che la applaude soddisfatto, quindi rivolge una katana verso di sé e sembra stia per suicidarsi. Ma, dopo aver sentito un rumore tra i cespugli, allontana la lama della katana dalla sua gola e si mette in guardia in direzione di essi.

## Collegamenti ad altre pellicole
- La scena in cui un ragazzo ha un buco nel torace attraverso il quale si vede Ami è un riferimento a una scena analoga presente in Apocalypse domani, diretto da Antonio Margheriti nel 1980.
- La sequenza in cui la madre di Ryota (aguzzino del fratello di Ami) viene uccisa con una coltellata che le trapassa la nuca e la lama perfora la sua bocca è una citazione di Quella villa accanto al cimitero, diretto da Lucio Fulci nel 1981, dove è presente una scena simile.
- Quando Ami "indossa" per la prima volta la sua mitragliatrice lo fa saltando e prendendola al volo, proprio come fa Ash, personaggio interpretato da Bruce Campbell in L'armata delle tenebre, diretto da Sam Raimi nel 1992.
- La sequenza in cui ad Ami viene infilata una mano nell'olio bollente, e la mano si trasforma in una tempura è un riferimento a Naked Blood, diretto nel 1995 da Hisayasu Satō, in cui una ragazza, sotto l'effetto di una droga, infila una mano dentro l'olio bollente in cui stava preparando la tempura e si sgranocchia un dito.
- Il nome del clan yakuza Hattori Hanzo è un riferimento al personaggio interpretato da Sonny Chiba in Kill Bill: Volume 1, diretto da Quentin Tarantino nel 2003.
- Una mitragliatrice usata come protesi è presente anche in Planet Terror, diretto da Robert Rodriguez nel 2007.

## Slogan promozionali
- «A girl. A Machine Gun. A Revenge»
- «Una ragazza. Una mitragliatrice. Una vendetta»